# Abdoulaye N'Diaye (athlétisme)
Pour les articles homonymes, voir Abdoulaye N'Diaye et N'Diaye.
Abdoulaye N'Diaye, né le 28 avril 1941, est un athlète sénégalais.

## Carrière
Abdoulaye N'Diaye participe aux Jeux olympiques d'été de 1964 à Tokyo (100 mètres et relais 4 × 100 mètres) sans atteindre de finale.
Il remporte la médaille d'or du relais 4 × 100 mètres aux Jeux africains de 1965 à Brazzaville.